# Óriás (együttes)
Az Óriás egy budapesti rockzenekar volt, amit Egyedi Péter és Örményi Ákos alapított 2005 őszén, korábbi együttesük, az Annabarbi feloszlása után. Az Óriás alternatív rockzenét játszott.

## Történet
A háromtagú együttes az indie-gitárpop Annabarbi zenekar feloszlása után alakult 2005 végén. Az Óriás tulajdonképpen “heti egyszeri örömzenélésnek” indult – melynek keretében Örményi Ákos és Egyedi Péter a Kispál és a Borz akkori dobosával, Michael Zweckerrel hangoskodott jókat. 2006 márciusában már Hortobágyi Lászlóval, az Isten Háta Mögött dobosával próbáltak, nyártól pedig koncertezésbe, valamint első felvételei rögzítésébe kezdett a trió. 2007 márciusában Hortobágyi helyére érkezett a dobok mögé Nagy Dávid, a zenekar pedig belekezdett bemutatkozó nagylemezének munkálataiba.
2008 őszén jelent meg a trió debütáló album, a Jön., melynek legismertebb slágere a Fát dönteni. 2009 folyamatos koncertezést, még egy videóklipet (Az a kellő hő) valamint egy régi-új tagot (Hortobágyi László – ezúttal billentyűn) hozott, 2010-ben pedig a groningeni Eurosonic fesztivál után Az egyikben ott c. kislemez érkezett a cimadó dalra készült videóklippel együtt, ami kutyaszemszögből mutatja be az Óriás-létet. A nyári tömött fesztiválszezon után ősszel októberben érkezett a második Óriás-korong, a Példák hullámokra, amelyet az év végén számos sajtóorgánum (Pesti Est, RádioCafé, Recorder.hu) az év legjobb magyar lemezei közé sorolt.
A következő évben számos koncert (budapesti kollégium-turné a Turboval, számos vidéki klubbuli a 30Y-nal, valamint az összes jelentős nyári zenei fesztivál) következett, majd ősszel egy új EP felvételeibe kezdett az Óriás. A Gondalapos címre keresztelt anyag producere Takács Zoltán Jappán, a zenei rendező segédje Varga Ádám volt a 30Y-ból, a Mindenki írja c. dalban pedig Papp Szabolcs (Supernem) vendégeskedett. A zenekar a novemberi megjelenésre két klipet is készített, ráadásul azokat egyszerre, egymással párhuzamosan forgatta le. Az Erősebben szorítsd, valamint a Mindenki írja kisfilmjei több ponton is kapcsolódnak, egymásba fonódnak, a főbb szereplők pedig mindkét klipben feltűnnek.
2012 egy rendkívüli akusztikus koncerttel, a Nanushka Párnazenével indult, majd az Óriás is részt vett a Liptószentmiklóson megszervezett Hóóórukkon, az első zenés sítáborban, olyan együttesek társaságában, mint a Kiscsillag, a Vad Fruttik, a 30Y, vagy a Subscribe. A zenekar tavaszi turnéját az Esti Kornél zenekarral bonyolította. Június 2-án az Óriás egy rendhagyó stúdiókoncertet rögzített a törökbálinti SSR stúdióban, olyan illusztris vendégek társaságában, mint Papp Szabi a Supernemből vagy Beck Zoli a 30Y-ból. A fesztiválszezon után a zenekar a nyarat a Zöld Pardonban búcsúztatta, majd belevetette magát harmadik nagylemezének előkészületeibe. Októberben a Zöld Pardon közönségszavazásán Nagy Dávid kapta a legjobb dobosnak járó elismerést. Október végén a zenekar bemutatta új albumának két beharangozó dalát, melyek közül a Helyet tudnira klipet kezdett forgatni Szimler Bálinttal és Rév Marcellel.
2013 elején Az Óriás és Hortobágyi László billentyűs útjai elváltak. Január közepén a zenekar bevonult a törökbálinti SSR stúdióba, hogy megkezdje harmadik, Tűz, víz repülő c. lemezének felvételeit Takács Zoltán Jappán és Varga Ádám vezényletével. Februárban a zenekar meghirdette Csomagolj Óriást! című támogatói / előrendelői programját.
2024. április 29-én bejelentették a zenekar feloszlását. A búcsú koncertjüket először 2024. június 28-án a Fishing on Orfű fesztiválon, majd szeptember 14-én az Akvárium Klubban tartották.

## Tagok
Jelenlegi felállás
- Egyedi Péter – gitár, ének (2005 óta)
- Örményi Ákos – basszusgitár, vokál (2005 óta)
- Nagy Dávid – dobok (2007 óta)

## Diszkográfia
- Óriás (EP, 2007) – szerzői kiadás
- Jön. (2008) – szerzői kiadás
- Az egyikben ott (EP, 2010) – EMI Music Services / Zene 360
- Példák hullámokra (2010) – EMI Music Services / Zene 360
- Gondalapos (EP, 2011) – szerzői kiadás
- Tűz, víz, repülő (2013) – Megadó Kiadó[9]
- 0209 (2014)
- Minden villany ég (2017)

Válogatások
- BPRNR Vol. 5. – Hangtörő (2007)
- MR2 Egy kis hazai 3. – Fát Dönteni (2009)[10]

## Videóklipek
- Fát dönteni (2008. november)
- Az a kellő hő (2009. május)
- Az egyikben ott (2010. április)
- Gyere gyere (2010. október)
- Erősebben szorítsd (2011. november)
- Mindenki írja (2011. november)
- Helyet tudni (2013. március)
- Leszek (2013. október)
- Halott (2015. június)
- Szomorú (2015. június)
- Kezdjük el (2018. január)
- Viszonthallásra (2018. április)

## Díjak
Díjazott
- Kettőnégy – Az év zenekara (2010)[11]

Jelölt
- HangSúly-díj: Az év debütáló albuma – Jön. (2008)[12]
- HangSúly-díj: Az év lemezborítója – Jön. (2008)[12]
- Fonogram díj: Az év hazai alternatív albuma – Példák hullámokra (2012)[13]